# Koskelosaari (ö i Kajanaland)
Koskelosaari är en ö i Finland. Den ligger i sjön Hyväjärvi och i kommunen Suomussalmi i den ekonomiska regionen  Kehys-Kainuu  och landskapet Kajanaland, i den nordöstra delen av landet, 600 km norr om huvudstaden Helsingfors. Öns största längd är 30 meter i öst-västlig riktning.